# Система удзи-кабанэ
Система удзи-кабанэ (яп. 氏姓制度 сисэй сэйдо) — система организации исполнительной вертикали в древнеяпонском государстве Ямато V—VII веков в периоды Кофун и Асука. Определяла статус определённого рода (удзи) и его место в правительственной и социальной иерархии, в зависимости от веса титула (кабанэ), который предоставлялся яматосским правителем.

## История
Система удзи-кабанэ возникла в процессе расширения границ государства Ямато и подчинением яматосским правителем окими центральных и региональных общественно-политических организаций, так называемых родов удзи. Каждый из этих родов занимал определённое положение в системе управления государством, которое определялось дарением главе рода титула — кабанэ. Система была статичной и предусматривала наследственную передачу титулов от одного поколения глав другому. Однако в зависимости от заслуг рода перед вождём кабанэ могли меняться на высшие или низшие. Поскольку основной единицей системы был род, а не отдельный человек, она не предусматривала продуктивного развития управления государственными делами.
Кабанэ имели свою классификацию, делились на придворные и региональные. Высшими титулами для глав аристократических родов были о-оми, о-мурадзи, оми и мурадзи. Их получали выходцы из центральной яматосской знати, реже региональной, которые составляли каркас правительства государства. Большинство родов из регионов имели низшие титулы, такие как куниномияцуко, агатануси и другие.
Японская система удзи-кабанэ прекратила существование в VIII веке в связи с введением в Японии материкового права и бюрократической чиновничьей системы. Последняя ценила не знатность представителя рода, а таланты человека, независимо от происхождения. Несмотря на это, почитание знатности рода было присуще японской политической культуре вплоть до XIX века. Выражением этого было формальное использование родового имени удзи и титула кабанэ столичными аристократами и самурайской верхушкой.